# Olympische Sommerspiele 1992/Teilnehmer (Jordanien)
| Gelbes Symbol für Goldmedaillen mit stilisierten Olympischen Ringen | Graues Symbol für Silbermedaillen mit stilisierten Olympischen Ringen | Braundes Symbol für Bronzemedaillen mit stilisierten Olympischen Ringen |
| ------------------------------------------------------------------- | --------------------------------------------------------------------- | ----------------------------------------------------------------------- |
| —                                                                   | —                                                                     | —                                                                       |

Jordanien nahm an den Olympischen Sommerspielen 1992 in Barcelona mit einer Delegation von vier Athleten, darunter drei Männer und eine Frau, in drei Sportarten teil. Medaillen konnten keine gewonnen werden.

## Teilnehmer nach Sportarten

### Leichtathletik
- Awad Al-Hasini
Männer, 5000 Meter: Vorläufe
Männer, 10.000 Meter: Vorläufe

- Fakhredin Fouad Al-Dien Gor
Männer, Hochsprung: 42. Platz in der Qualifikation

### Schießen
- Khaled Naghaway
Skeet: 60. Platz

### Tischtennis
- Nadia Al-Hindi
Frauen, Einzel: 49. Platz (Gruppenphase)